# Jocurile Mondiale ale Pompierilor
Jocurile Mondiale ale Pompierilor   (în engleză : World Firefighters Games ) este un eveniment spotiv internațional, competiție în care pompierii (pompieri profesioniști și voluntari), servicii de pompieri din aviație și personalul militar de intervenție în caz de urgență și familia lor din întreaga lume care participă conform abilităților lor pentru a salva vieți, schimburi de informații de specialitate între pompieri, precum și servicii voluntare de pompieri care intervin în situații de urgență.
Jocurile se desfășoară la 2 ani în diferite țări și oferă mai mult de 50 de sporturi și provocări diferite, printre care: tir cu arcul, rugby, înot, atletism, ciclism, tenis de masă, tenis, baschet, culturism, maraton, poker, judo, skanderbeg, badminton, biliard, alpinism, golf, judo, karate,  haltere, fotbal, tir,  volei, triatlon, competiție „Cel mai puternic pompier”, etc.

## Prezentare generală
- Fondat:1990
- Scop: înființat pentru a face schimb de informații privind stingerea incendiilor între țări prin sport și pentru a promova prietenia dintre foștii și actualii pompieri și familiile acestora.
- Agenție: World Pumpers Games Western Australia Inc.
- Participare: pompieri, paramedici, pompieri voluntari.

Jocurile au început în 1988 iar  primul joc mondial al pompierilor  a avut loc în Auckland, Noua Zeelandă, în perioada 22 – 29 aprilie 1990. 

## Scop
Scopul jocurilor a fost de a introduce cele patru concepte în cadrul serviciilor:
- promovarea sănătății și starea de fitness;
- oferirea un forum pentru schimbul de informații între serviciile de pompieri;
- favorizarea prieteniei dintre pompieri;
- încurajarea participării familiei.

## Istorie
Primul turneu  World Firefighters Games a fost în 1990 și s-a desfășurat în Noua Zeelandă loc. Auckland, în 2008 a fost al 10-lea turneu organizat în Kingdom loc. Liverpool, în 2010 a fost al 11-a turneu în Coreea loc.Daegu, al 13-lea concurs a fost în Chungju, Coreea de Sud.
Pentru competiție, sporturile tradiționale generale și evenimentele legate de stingerea incendiilor au fost selectate în principal, iar numărul de evenimente variază de la țara gazdă la țară gazdă, selectate în mod arbitrar în funcție de condițiile țării gazdă, cu excepția celor 37 de sporturi solicitate de Jocuri Cartierul General al Operațiunii.
În anul 2014 nu s-au ținut jocurile mondiale.
Organul de conducere autorizează participarea lotului și desfășurarea evenimentului. Organul de conducere este în totalitate o organizație non-profit și toate veniturile sunt donate carității.
Jocurile mondiale de pompieri testează concurenții într-o serie de discipline specifice pompierilor.

## Probe concurs
Există patru probe de concurs toate executate de lotul de pompieri:
- Scara de fereastră;
- Pista cu obstacole pe 100 metri;
- Ștafeta 4×100 metri;
- Realizarea dispozitivului de intervenție la motopompă purtând  aparatul de respirat cu aer comprimat.

## Locații jocuri
| Ediția | Anul | Orașul          | Țara                       |
| ------ | ---- | --------------- | -------------------------- |
| 1      | 1990 | Auckland        | Noua Zeelandă              |
| 2      | 1992 | Las Vegas       | Statele Unite ale Americii |
| 3      | 1994 | Perth           | Australia                  |
| 4      | 1996 | Edmonton        | Canada                     |
| 5      | 1998 | Durban          | Africa de Sud              |
| 6      | 2000 | Mantes-la-Jolie | Franța                     |
| 7      | 2002 | Christchurch    | Noua Zeelandă              |
| 8      | 2004 | Sheffield       | Anglia                     |
| 9      | 2006 | Hong Kong       | Hong Kong, China           |
| 10     | 2008 | Liverpool       | Anglia                     |
| 11     | 2010 | Daegu           | Coreea de Sud              |
| 12     | 2012 | Sydney          | Australia                  |
| Anulat | 2014 | Las Vegas       | Statele Unite ale Americii |
| 13     | 2018 | Chungju         | Coreea de Sud              |
| Anulat | 2021 | Aalborg         | Danemarca                  |
| 14     | 2022 | Lisabona        | Portugalia                 |
| 15     | 2024 | Aalborg         | Danemarca                  |

## Rezultate
Sportivii lotului I.G.S.U. individual sau în echipă al României la Jocuri Mondiale ale Pompierilor au obținut următoarele rezultate și medalii:
- 1990	 Auckland -	 New Zealand
- 1992    Las Vegas - United States
- 1994    Perth - Australia
- 1996	 Edmonton -	 Canada
- 1998	 Durban  South - Africa
- 2000	 Mantes-La-Jolie - France
- 2002	 Christchurch - New Zealand
- 2004	 Sheffel - Anglia, locul 29, 3 - medalii[2].
- 2006	 Hong Kong - China, locul 22, 7 medalii[3].
- 2008	Liverpool - Marea Britanie, locul 7, 42 medalii[4].
- 2010	Daegu - Coreea de Sud, locul 6, 80  medalii[5].
- 2012	Sydney - Australia, locul 22, 7 medalii[6].
- 2022 Lisabona - Portugalia  9 medalii[7].